# 맹염
맹염(孟琰, ? ~ ?)은 촉한의 군인으로, 자는 휴명(休明)이며 주시군(朱提郡) 사람이다.

## 행적
제갈량에 의해 건녕 사람 찬습 · 맹획과 함께 관리로 임용되었다.
제갈량의 북벌 당시, 호보감(虎步監) 맹염은 제갈량의 명령으로 선발대가 되어 무공수(武功水)의 동쪽 기슭에 진을 쳤다. 사마의가 위수(渭水)가 범람한 틈을 타 기병 1만을 이끌고 맹염을 치니, 제갈량은 대나무를 짜 다리를 놓고 무공수 쪽으로 화살을 쐈다. 사마의는 다리가 완성되어가는 것을 보고 바로 달아났다.
맹염의 관직은 보한장군(輔漢將軍)에 이르렀다.

## 출전
- 제갈량, 《제갈량집》 [이방, 《태평어람》 권73에 인용]
- 상거, 《화양국지》
- 역도원, 《수경주》 권18 위수(渭水)